# La mia valigia
La mia valigia è un singolo dei Litfiba pubblicato on line il 13 gennaio del 2012, prodotto da Piero Pelù e da Ghigo Renzulli, mixato da Tim Palmer e masterizzato allo Sterling Studio di New York da Greg Calbi. Il brano è una incisiva ballata rock, contenuta nell'album di inediti Grande nazione.
Il brano è il secondo estratto del nuovo disco di inediti dal titolo Grande nazione uscito il 17 gennaio 2012.

## Video
Il videoclip vede protagonista la cantante Eva Poles, qui in veste di attrice, mentre gira per Firenze con una valigetta di legno, mostrandone il contenuto misterioso ai passanti che hanno diverse reazioni: alcuni ridono, altri si disperano, altri sono increduli. Alla fine, dentro la valigia si scopre esserci un semplice specchio. Piero Pelù e Ghigo Renzulli intanto suonano in una stanza illuminata da un lampadario con candele.